# Posavska
Posavska, amtlich Posavska statistična regija, ist die Bezeichnung für eine statistische Region in Südost-Slowenien auf NUTS3-Ebene. Der Name wurde abgeleitet von Posavje (Untere Save-Gegend), dem slowenischen Namen für das Untere Savetal.  
Die Region, die für statistische Zwecke bestimmt ist, wurde im Mai 2005 eingeführt. Sie umfasst die sechs Gemeinden Bistrica ob Sotli, Brežice, Kostanjevica na Krki, Krško, Radeče und Sevnica. Die größte Stadt ist Krško. Die Einwohnerzahl am 1. Januar 2021 betrug 75.928.
Ab 1. Januar 2015 änderte sich der Name der Statistischen Region von Spodnjeposavska zu Posavska. Zeitgleich wurde die Region um die beiden Gemeinden Radeče und Bistrica ob Sotli aus der Statistischen Region Savinjska vergrößert.

## Gemeinden
| Wappen  | Gemeinde             | Deutscher Name             | Karte   | Fläche km² | Einwohner (2023) | NUTS3- Code |
| ------- | -------------------- | -------------------------- | ------- | ---------- | ---------------- | ----------- |
|         | Bistrica ob Sotli    | Sankt Peter bei Königsberg |         | 31,1       | 1.354            | SI016       |
|         | Brežice              | Rann                       |         | 268,1      | 24.417           | SI016       |
|         | Kostanjevica na Krki | Landstraß                  |         | 58,3       | 2.472            | SI016       |
|         | Krško                | Gurkfeld                   |         | 286,5      | 25.982           | SI016       |
|         | Radeče               | Ratschach                  |         | 52,0       | 4.108            | SI016       |
|         | Sevnica              | Lichtenwald                |         | 272,2      | 17.664           | SI016       |
| Gesamt: | Gesamt:              | Gesamt:                    | Gesamt: | 968,2      | 75.997           |             |

## Nachbarregionen
| Savinjska                               | Savinjska                                   | Kroatien |
| Osrednjeslovenska Jugovzhodna Slovenija | Kompassrose, die auf Nachbargemeinden zeigt | Kroatien |
| Jugovzhodna Slovenija                   | Kroatien                                    | Kroatien |